# ایران در ۲۰۰۰
ایران در ۲۰۰۰ گاه‌شماری از مهم‌ترین رویدادها در سال ۲۰۰۰ در کشور ایران است.

## حاکمان
- مقام معظم رهبری: علی خامنه ای
- رئیس‌جمهور: محمد خاتمی
- نایب رئیس: حسن حبیبی
- رئیس دادگستری: محمود هاشمی شاهرودی

## رویدادها
- انتخابات مجلس شورای اسلامی (۱۳۷۹–۱۳۷۸).

## درگذشتگان
- ۱۵ خرداد – هوشنگ گلشیری، ۶۲ ساله، داستان‌نویس ایرانی.[۱]
- ۲۴ اکتبر – فریدون مشیری، ۷۳، شاعر ایرانی.